# Yakov Kliver
Yakov Kliver es un deportista soviético que compitió en vela en la clase Tornado. Ganó una medalla de plata en el Campeonato Mundial de Tornado de 1981 y dos medallas en el Campeonato Europeo de Tornado, plata en 1978 y oro en 1979.

## Palmarés internacional
| Campeonato Mundial | Campeonato Mundial     | Campeonato Mundial | Campeonato Mundial |
| Año                | Lugar                  | Medalla            | Clase              |
| ------------------ | ---------------------- | ------------------ | ------------------ |
| 1981               | Carnac (Francia)       | Medalla de plata   | Tornado            |
| Campeonato Europeo |                        |                    |                    |
| Año                | Lugar                  | Medalla            | Clase              |
| 1978               | Breitenbrunn (Austria) | Medalla de plata   | Tornado            |
| 1979               | Helsinki (Finlandia)   | Medalla de oro     | Tornado            |